# Martin Vetkal
Martin Vetkal (Tallinn, 21 februari 2004) is een Estisch voetballer.

## Carrière
Vetkal speelde voor de jeugdploegen van de Estische ploegen JK Püsivus Kohila en JK Kalev Tallinn. Bij deze laatste maakte hij op 15-jarige leeftijd zijn debuut in het profvoetbal. Hij verhuisde in 2020 naar de jeugdopleiding van AS Roma
Hij speelde al voor de jeugdelftallen van Estland.